# Mages
Mages Inc. (株式会社メージス, Kabushiki gaisha Mējisu, estilizada como "MAGES.inc"), anteriormente conhecida como 5pb. Inc. (株式会社5pb., Kabushiki gaisha 5pb.) é uma empresa japonesa desenvolvedora de jogos eletrônicos e gravadora de músicas para animes e jogos eletrônicos. Ela foi fundada em 6 de abril de 2005, após Chiyomaru Shikura deixar a companhia Scitron, onde era o diretor executivo. A empresa é dividida em duas seções: 5pb. Games para o desenvolvimento de jogos eletrônicos e 5pb. Records para a gravação de músicas. 

## Artistas musicais
| - Afilia Saga - Artery Vein - Asriel - Ayane - Ayumu - Cyua - DG-10 - fripSide - Akiko Hasegawa - Rina Hidaki - Himeka - Asami Imai - Mio Isayama - Kanako Itō - Kaori | - Kicco - Kokomi - Riyu Kosaka - Marina - Ui Miyazaki - Halko Momoi - Ayumi Murata - Nao - Sakura Nogawa - Romanxia - Yui Sakakibara - Asami Shimoda - Velforest - Zwei |